# 12 Batalion Łączności
12 Batalion Łączności – oddział łączności Polskich Sił Zbrojnych.

## Formowanie
12 batalion łączności rozpoczął formowanie na podstawie rozkazu Szefa Sztabu Naczelnego Wodza gen. dyw. Stanisława Kopańskiego L.dz.150/Tjn./Org./45 z dnia 5 lutego 1945 w sprawie „Organizacji i formowania I Korpusu”. Batalion był formowany w grupie jednostek broni i służb I Korpusu w pierwszej kolejności formowania. Bazą do formowania 12 batalionu łączności była istniejąca 11 kompania łączności I Korpusu. Batalion został zorganizowany wraz z podległym plutonem radio wywiadu i czołówką naprawczą typu „A”. Zgodnie z załącznikiem nr 1 do rozkazu L.dz.150/Tjn./Org./45, etatowo dla 12 batalionu łączności I Korpusu przewidywano 29 oficerów i 720 szeregowych, a w ramach I uzupełnienia dodatkowo 3 oficerów i 28 szeregowych. Dla podporządkowanego plutonu radio wywiadowczego 4 oficerów i 89 szeregowych, a jako I uzupełnienie 3 szeregowych. Podległa czołówka naprawcza typu „A” etatowo miała liczyć 14 szeregowych.